# 대구치맥페스티벌

## 개요
대구 치맥 페스티벌은 대구광역시 두류공원에서 열리는 대규모 여름 축제이다. 2013년에 처음 개최되었으며, 이후 매년 여름 수많은 사람들이 모여 치킨과 맥주를 즐긴다. 축제는 '맥지계림(麥池鷄林)'이라는 별칭으로도 불리며, 치맥 문화를 세계에 알리는 동시에 국내 치킨 산업 발전을 목적으로 하고 있다. 대구의 대표적인 여름 행사로 자리 잡았으며, 다양한 이벤트와 함께 매년 많은 관광객을 끌어들이고 있다.

## 역사

#### 2013년
대구 치맥 페스티벌은 2013년 7월 18일부터 7월 21일까지 처음으로 개최되었다. 당시 한국식품발전협회의 윤병대 사무국장이 기획하였으며, 많은 기대를 모으며 성공적으로 행사가 진행되었다. 이 축제는 치킨과 맥주를 함께 즐기는 문화를 널리 알리고자 했으며, 첫 회에는 약 27만 명의 관람객이 방문하였다. 축제의 첫 공식 행사로는 닭위령제가 진행되었으며, 이는 금산삼계탕 식당에서 진행해오던 것을 도입한 것이었다.

#### 2014년
2014년 대구 치맥 페스티벌은 7월 16일부터 7월 20일까지 열렸으며, 총 62만 명의 관람객이 방문하였다. 축제의 규모가 전년도보다 크게 확장되었고, 80개 이상의 치킨 및 맥주 업체가 참여해 총 130개의 부스를 운영하였다. 이로 인해 대구 치맥 페스티벌은 더 많은 사람들에게 알려지게 되었으며, 전국적인 관심을 모았다.

#### 2015년
2015년에는 (사)한국치맥산업협회가 발족되어 축제를 보다 전문적이고 체계적으로 운영하기 시작하였다. 축제 기간도 하루 늘어나 7월 22일부터 7월 26일까지 총 5일간 열렸으며, 이 해에는 관람객 수가 88만 명에 달했다. 또한, 축제의 아이덴티티를 확립하기 위해 공식 로고를 공모전을 통해 선정하였다. 이 해에는 메르스 유행에도 불구하고 많은 사람들이 축제를 찾아 대구의 대표적인 여름 행사로 자리 잡았다.

#### 2016년
2016년 대구 치맥 페스티벌은 7월 27일부터 7월 31일까지 열렸다. 이 해에는 축제의 인프라 개선에 많은 노력이 기울어졌으며, 특히 두류야구장의 바닥을 보강해 대규모 실외 식음 공간을 마련하였다. 또한, 식품위생법 규제 개혁을 통해 축제 현장에서 생맥주를 판매할 수 있게 되어 관람객들의 큰 호응을 얻었다. 코레일과 협력하여 '치맥 관광열차'를 처음으로 운영하기도 하였으며, 이는 서울에서 대구까지 축제를 즐기기 위한 교통 편의를 제공하는 역할을 했다. 이 해에는 관람객 수가 100만 명을 돌파하며, 대구 치맥 페스티벌이 명실상부한 대구의 대표 축제로 자리매김하였다.

#### 2017년
2017년에는 7월 19일부터 7월 23일까지 축제가 열렸다. 이 해에는 두류야구장 내 식음 공간을 확대하고, 무대 앞까지 인조잔디를 설치하는 등 쾌적한 환경을 조성하기 위한 노력이 이어졌다. 또한, 기업들을 위한 '비즈니스 라운지'를 처음으로 도입하여 지역 경제와의 연계를 강화하였다. 이 해에는 대학생 20명으로 구성된 '치맥리더스'를 발족하여 젊은 세대의 참여를 높였으며, 축제 공식 캐릭터인 '치킹'을 공모를 통해 선정하고 이를 활용한 다양한 콘텐츠를 제작하여 축제의 아이덴티티를 강화하였다. 이 해에도 관람객 수는 100만 명을 넘었으며, '치맥 축제 개막'이 네이버 실시간 검색어 1위를 차지하는 등 큰 인기를 끌었다.

#### 2018년
2018년 대구 치맥 페스티벌은 7월 18일부터 7월 22일까지 열렸다. 이 해에는 115개 업체가 참여해 221개의 부스를 운영하였으며, 3년 연속으로 관람객 수 100만 명을 돌파하였다. 대구 치맥 페스티벌은 문화체육관광부에서 지정한 '문화관광 육성축제'로 선정되었으며, '치맥 아이스카페', '프리미엄 라운지', '치맥 비치존' 등 다양한 이색 식음 공간을 마련하여 관람객들에게 색다른 경험을 제공하였다. 또한, 축제 캐릭터 '치킹'을 활용한 상품화와 조형물 제작 등을 통해 축제의 브랜드 가치를 높였다.

#### 2019년
2019년 대구 치맥 페스티벌은 7월 17일부터 7월 21일까지 열렸으며, 135개 업체가 참여해 255개의 부스를 운영하였다. 이 해에는 태풍 다나스의 영향으로 인해 하루 동안 축제가 중단되기도 했으나, 이후 재개되었다. 2019년에는 친환경 축제로 거듭나기 위해 옥수수 성분의 친환경 컵을 사용하였고, 치맥리더스와 치맥 프렌즈들이 자체 클리닝 타임을 운영하며 축제장 정화를 위한 캠페인을 진행하였다. 또한, '치맥 아이스카페'를 2배로 늘려 운영하고, 사전 예약 가능한 식음 공간을 추가하여 관람객들의 편의를 도모하였다.

#### 2020년~2021년: COVID-19로 인한 취소
2020년과 2021년에는 COVID-19의 영향으로 대구 치맥 페스티벌이 취소되었다. 축제의 연속성을 유지하기 위해 온라인 콘텐츠가 제작되었으며, MZ세대를 겨냥한 디지털 브랜딩 전략 사업이 추진되었다. 이 기간 동안 치맥리더스가 주도하여 다양한 디지털 콘텐츠를 제작하였으며, 유튜브 인터랙티브 콘텐츠, 공감 프로젝트 '원테이블 레스토랑', 온라인 치맥 마켓 이벤트 등 다양한 프로그램을 통해 축제의 분위기를 이어갔다.

#### 2022년
2022년에는 사회적 거리두기가 해제됨에 따라 3년 만에 다시 축제가 열렸다. 2022년 대구 치맥 페스티벌은 7월 6일부터 7월 10일까지 두류공원 일대에서 개최되었다. 이번 축제는 대구의 무더위를 날려버릴 다양한 프로그램과 함께 치맥 비치존 등을 운영하여 관람객들에게 새로운 경험을 제공하였다. 또한, 프리미엄 라운지와 사전 예약 가능한 식음존 등을 운영하여 보다 체계적이고 쾌적한 축제를 만들었다.

#### 2023년
2023년 대구 치맥 페스티벌은 두류공원의 대규모 공사로 인해 예년과 다르게 초가을인 8월 30일부터 9월 3일까지 개최되었다. 이 해에도 다양한 프로그램과 이색적인 식음 공간이 마련되었으며, 대구의 여름을 대표하는 축제로서의 명성을 이어갔다.

## 유사 페스티벌
대구 치맥 페스티벌 외에도 대한민국 곳곳에서 유사한 축제가 열리고 있다. 2010년과 2011년에는 서울 코엑스에서 치킨 페스티벌이 열렸으며, 2013년에는 서울랜드에서 치맥 페스티벌이 열렸다. 이후 경주, 월미도 등에서도 치맥과 관련된 축제가 개최되며, 대구 치맥 페스티벌의 인기를 반영하고 있다. 경주의 '치맥&뮤직 페스티벌'이나 월미도의 '치맥 페스티벌' 등은 대구 치맥 페스티벌의 영향을 받아 개최된 것으로 보인다.

## 주요  프로그램
대구 치맥 페스티벌은 치킨과 맥주를 중심으로 한 다양한 프로그램과 이벤트를 통해 많은 사람들의 참여를 이끌어내고 있다. 주요 프로그램으로는 다음과 같은 것들이 있다:
- 닭위령제: 축제의 첫 공식 행사로, 치킨을 주제로 한 축제의 의미를 되새기기 위해 진행된다.
- 치맥 리더스: 젊은 세대의 참여를 높이기 위해 대학생들로 구성된 그룹으로, 축제의 기획과 운영에 참여하고 있다.
- 비즈니스 라운지: 지역 기업들의 비즈니스 기회를 제공하기 위해 마련된 공간으로, 축제와 지역 경제의 연계를 강화하고 있다.
- 치맥 아이스카페: 얼음물에 발을 담그고 치맥을 즐길 수 있는 이색적인 식음 공간으로, 많은 관람객들에게 인기를 끌고 있다.
- 치맥 관광열차: 서울에서 대구까지 축제를 즐기기 위한 교통 수단으로, 코레일과 협력하여 운영되고 있다.

이 외에도 다양한 공연, 이벤트, 체험 프로그램 등이 마련되어 있어 관람객들에게 풍성한 즐길 거리를 제공하고 있다. 대구 치맥 페스티벌은 단순히 치킨과 맥주를 즐기는 것을 넘어, 대구의 문화를 알리고 지역 경제를 활성화하는 데 큰 역할을 하고 있는 축제이다.